# 石原孝三郎
石原 孝三郎（いしはら こうさぶろう、1899年（明治32年）4月 - 没年不明）は、日本の実業家。日の丸電線取締役。日の丸貿易商会主。

## 人物
大阪府・石原善平の四男。日の丸貿易商会を経営する。また近江瓦斯、奈良市街自動車各専務取締役を兼ねる。趣味は野球、ゴルフ、自動車。宗教は真宗。住所は大阪市西区立売堀北通二丁目。

## 家族・親族
石原家
- 妻・繁子（1904年 - ?、大阪、平松繁十郎の長女）[1][2][3]
- 息子、娘[1][2][3]

親戚
- 兄
  - 石原善三郎（衆議院議員、奈良市街自動車、大阪電線各社長）[1]
  - 石原善平（銑鉄コークス商、日の丸電線社長）[1]